# Marie-Louise Roosen
Marie-Louise Roosen (Roeselare, 29 november 1894 - Roeselare, 12 april 1986) was een Belgische politica voor de CVP. Ze was het eerste vrouwelijke gemeenteraadslid in de stad Roeselare.

## Levensloop
Marie-Louise Roosen was de dochter van Hubert Roosen die directeur was van de plaatselijke gasfabriek in Roeselare. Ze bleef ongehuwd en woonde bij haar vader tot die in 1956 overleed. Ze werkte bij het Nationaal Werk voor Kinderwelzijn en was sociaal-voelend en geëngageerd. In 1946 werd ze door de pas opgerichte CVP gevraagd om aan de gemeenteraadsverkiezingen deel te nemen. Ze was de enige vrouw op de lijst. Ze werd vlot verkozen met het derde hoogste aantal voorkeurstemmen ondanks de elfde plaats op de lijst. Ook in 1952 werd ze heel vlot verkozen. Ondanks haar hoge aantal voorkeurstemmen kreeg ze door het spel tussen de verschillende standen binnen de CVP geen plaats in het schepencollege. In 1958 hield ze de politiek voor gezien. Ze werd dat jaar huishoudster van de deken van Roeslare, Alban Vervenne. Toen de deken in 1968 naar Pittem verhuisde, volgde ze hem. Na zijn dood in 1972 keerde ze terug naar Roeselare.